# Péroy-les-Gombries
Péroy-les-Gombries är en kommun i departementet Oise i regionen Hauts-de-France i norra Frankrike. Kommunen ligger i kantonen Nanteuil-le-Haudouin som tillhör arrondissementet Senlis. År 2022 hade Péroy-les-Gombries 1 217 invånare.

## Befolkningsutveckling
Antalet invånare i kommunen Péroy-les-Gombries
| Referens: INSEE |